# Stróżek
Stróżek (niem. Wachberg, Wacheberg, Wache-Berg, Wacht-Berg, Wachtberg, 517 m n.p.m.) – wzniesienie w Górach Wałbrzyskich, na północno-zachodnim zakończeniu grzbietu oddzielającego Szczawno-Zdrój od Starego Zdroju.

## Szlaki turystyczne
– niebieski europejski długodystansowy szlak pieszy E3 na odcinku Szczawno-Zdrój – PKP Wałbrzych Miasto.